# Radio Mainwelle
Radio Mainwelle ist ein Lokalradio für den Landkreis Bayreuth und Umgebung mit Sitz in Bayreuth, Funkhauspassage, Richard-Wagner-Straße 22. Zu den Moderatoren gehört unter anderem Christian Höreth.

## Geschichte

Logo bis September 2023

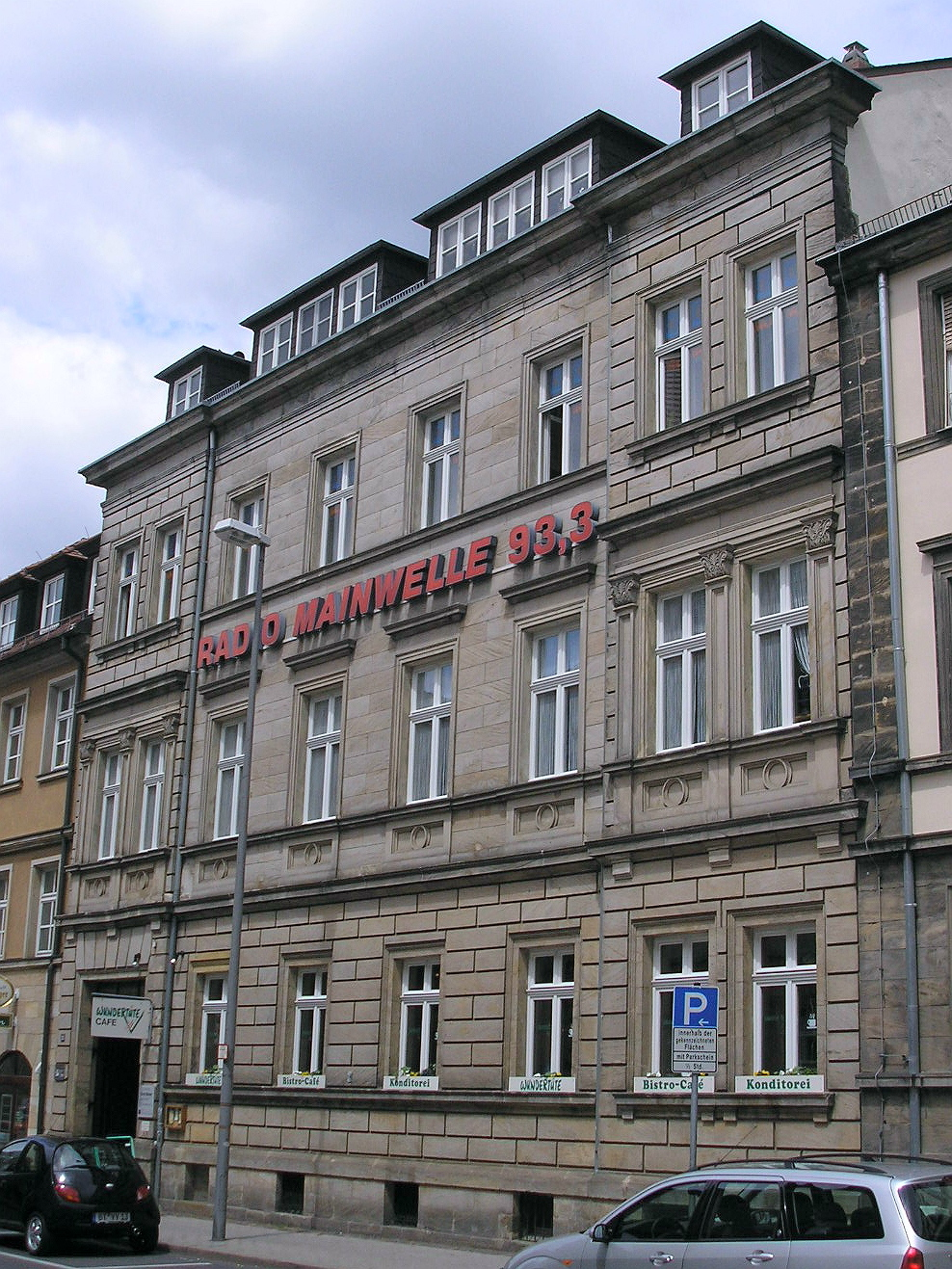
Ehemaliger Sitz von Radio Mainwelle in der Richard-Wagner-Straße 33

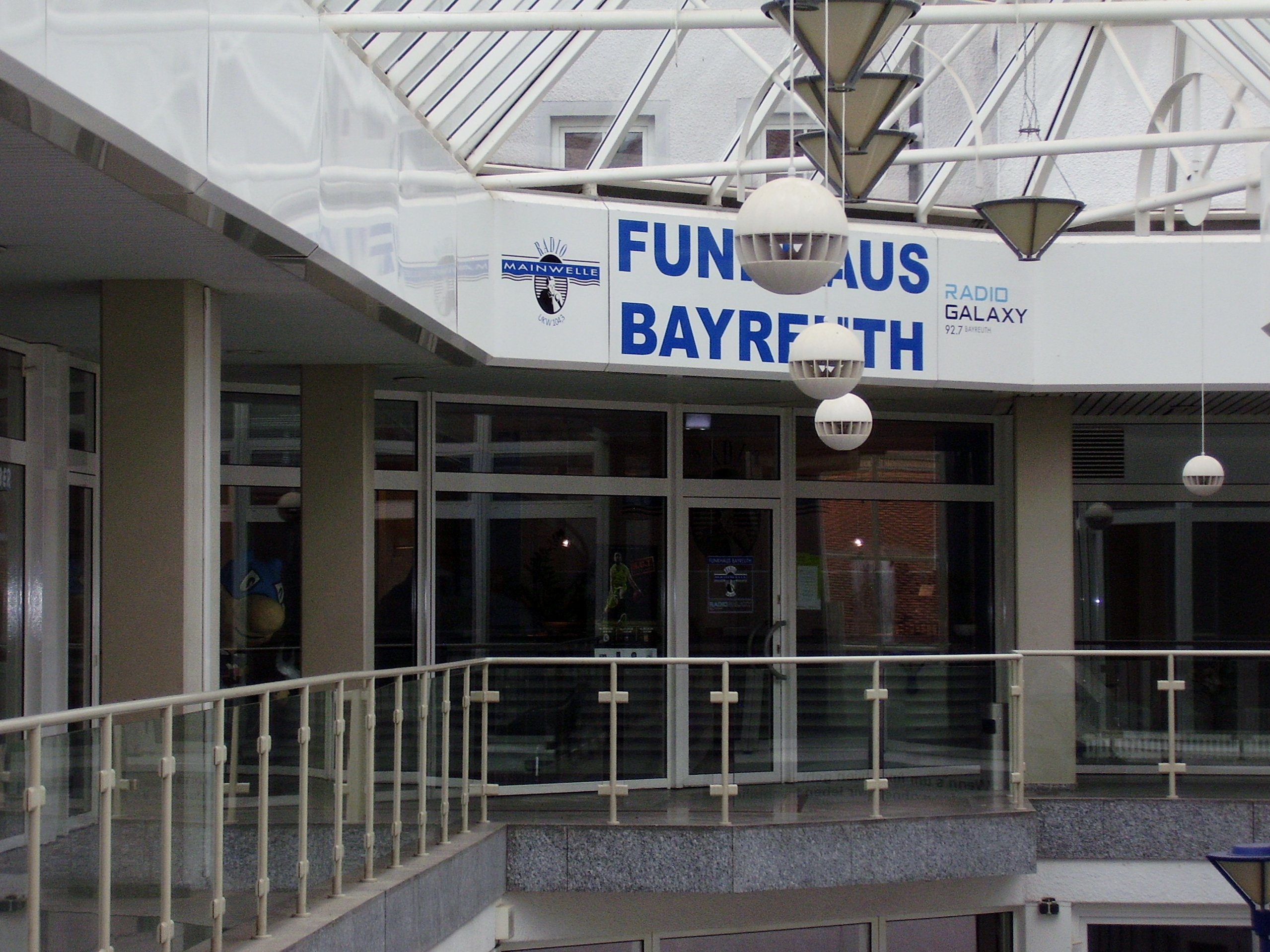
Funkhaus Bayreuth in der Funkhauspassage

Der Sportredakteur Horst Mayer hatte vor dem Sendestart ein Jahrespraktikum bei Radio Charivari in Nürnberg absolviert. Mit Uli Jörs und Fred Behmel, einem Redakteur der örtlichen Tageszeitung Nordbayerischer Kurier, bezog er am 1. Juli 1987 die ersten Räume des Lokalradios im Haus Richard-Wagner-Straße 33. Er beschreibt sie als „Frisch rausgestrichen, fünf, sechs Schreibtische, zwei mechanische und zwei elektrische Schreibmaschinen und zwei Bandmaschinen. Keine weitere Technik.“
Radio Mainwelle startete am 19. September 1987 um 11 Uhr mit den Worten „Hier ist Radio Mainwelle – Bayreuth geht in die Luft …“ seinen Sendebetrieb über die Frequenz 93,3 mit 100 Watt Sendeleistung. Den Anfang nennt Mayer schrecklich, weil „die Hörerzahlen nicht gepasst“ hätten und „die Richtung fehlte“. Seitdem wurde das Programm immer mehr ausgebaut und richtet sich an die Zielgruppe der über 25-Jährigen. Mit den sozialen Medien habe sich das Lokalradio, so Mayer, „zum Broadcaster“ entwickelt.
Neben dem Sendestudio von Radio Mainwelle befand sich das von Radio Galaxy. Seit der Einrichtung des Jugendradios nennt sich die Sendeanstalt „Funkhaus Bayreuth“. Vom Gesamtprogramm von Radio Galaxy wurden ausschließlich die Sendung PM und die Local News zur halben Stunde aus Bayreuth gesendet. Ab 2010 wurde das Nachmittagsprogramm zudem mit dem von Radio Galaxy Hof zusammengelegt. Dies brachte für beide Sendeanstalten eine Ersparnis und für Bayreuth zudem die Ausweitung des moderierten Nachmittagsprogrammes um zwei Stunden. Seit 2016 gehört die Redaktion Hof zum Senderverbund Radio Galaxy Oberfranken in Bamberg, seit 2018 auch Radio Galaxy Bayreuth.
Weite Strecken des Programms wurden von Radio Galaxy Bayern mit Sitz in Regensburg übernommen, das aufgrund anderer etablierter Stationen über kein eigenes Regionalprogramm verfügte. Seit Dezember 2021 hat das Funkhaus Nürnberg das Mantelprogramm übernommen.
Radio Mainwelle ist in die „Hofgartenpassage“ umgezogen, die in „Funkhauspassage“ umbenannt wurde.
Der Sender hat seit 11. September 2023 einen neuen Markenauftritt mit einem als Welle stilisiertes „M“ und einem Kopfhörer als Logo.

## Frequenzen

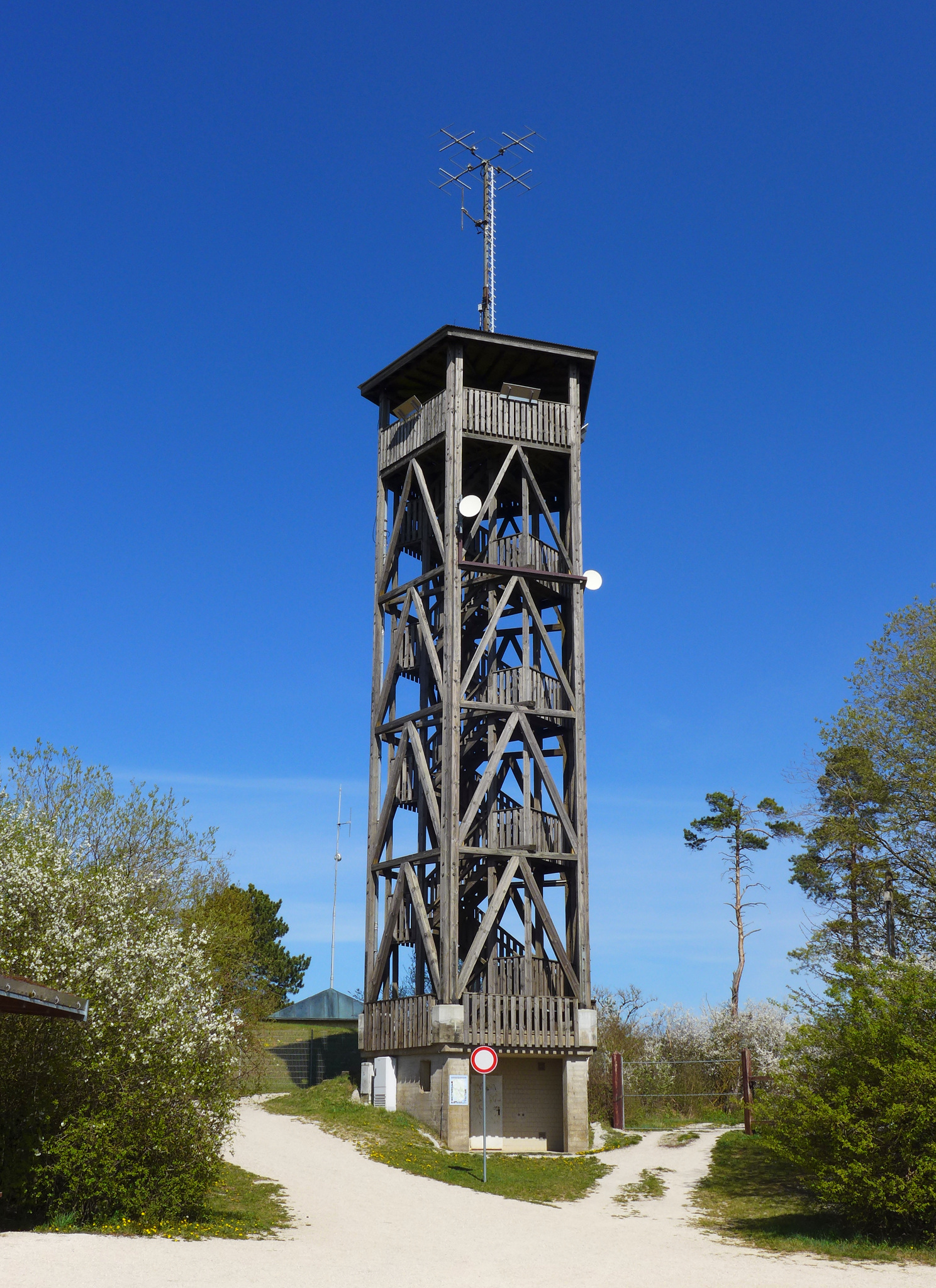
Aussichtsturm auf der Hohenmirsberger Platte mit Antennen von Radio Mainwelle

### Radio Mainwelle
- Kabelfrequenz: 88,4 Megahertz
- Terrestrische Frequenzen:
  - UKW 104,3 (Landkreis Bayreuth und Landkreis Kulmbach), Sender Oschenberg
  - UKW 93,3 (Fränkische Schweiz),[4] Aussichtsturm Hohenmirsberg

- - DAB Kanal 10B – Ensemble Oberfranken, Sender Bamberg, Sender Coburg-Eckardtsberg, Hof (Labyrinthberg), Sender Ochsenkopf

### Radio Galaxy Bayreuth
- Kabelfrequenz: 88,7 Megahertz (Landkreis Bayreuth und Landkreis Kulmbach)
- Terrestrische Frequenz: UKW 92,7 (Landkreis Bayreuth),[5] Sender Oschenberg

## Bekannte Moderatoren
- Christian Höreth: Morning-Show-Moderator, Redaktionsleiter
- Susanka Kröger: Der neue Samstag
- Eberhard Wagner: Die Mundartshow (zusammen mit Horst Mayer)

## Eigentümer
Hinter Radio Mainwelle steht die Radio Bayreuth GmbH & Co. Mainwelle KG. Deren Gesellschafter sind je zur Hälfte die Hörfunk-Anbietergemeinschaft Bayreuth GmbH und die Dr. Fischer und Ellwanger KG Media GbR. Laurent Fischer und Wolfgang Ellwanger sind die Verleger des Nordbayerischen Kuriers. Die Hörfunk-Anbietergemeinschaft Bayreuth GmbH gehört zu 94,56 % der Neue Welle „Antenne Bayreuth“ Hörfunk- und Fernsehprogrammgesellschaft mbH (eine vollständige Tochtergesellschaft der Müller Medien GmbH & Co. KG der Familie Oschmann), zu 5,44 % der Oberfränkisches Handwerk Mediengesellschaft mbH.

## Belege
1. 1 2 3  Der Mainwelle-Pionier hört auf in: Nordbayerischer Kurier vom 27. März 2023, S. 11.
2. ↑  Geschichte des Senders auf seiner Homepage
3. ↑  https://www.radioszene.de/179594/radio-mainwelle-marken-relaunch-nach-36-jahren.html
4. ↑  Frequenzen auf des Senders Homepage
5. ↑  Frequenzen von Radio Galaxy (Memento des Originals vom 26. Oktober 2007 im Internet Archive)  Info: Der Archivlink wurde automatisch eingesetzt und noch nicht geprüft. Bitte prüfe Original- und Archivlink gemäß Anleitung und entferne dann diesen Hinweis.
6. ↑  Senderprofil Radio Mainwelle, Bayerische Landeszentrale für neue Medien, abgerufen am 2. Februar 2014
7. ↑  Mediendatenbank, Kommission zur Ermittlung der Konzentration im Medienbereich, abgerufen am 2. Februar 2014